# Franz Richter
Franz Richter (ur. 27 marca 1998) – niemiecki zapaśnik walczący w stylu klasycznym.
Zajął piąte miejsce na mistrzostwach Europy w 2022. Brązowy medalista MŚ wojskowych w 2025. Trzeci na MŚ juniorów i drugi na ME w 2018 roku.